# Genaro Delgado Parker
Genaro Salvador Delgado Parker (Lima, 9 de septiembre de 1929-Lima, 27 de mayo de 2017) fue un magnate y empresario televisivo peruano, uno de los fundadores de Panamericana Televisión. Durante su etapa de productor, fue responsable de la emisión de programas emblemáticos de la conocida Esquina de la Televisión como Aló Gisela, Nubeluz, Trampolín a la fama, entre otros.

## Biografía
Hijo del empresario peruano Genaro Delgado Brandt y de Raquel Parker Murguía.
Junto con su padre, instaló una de las primeras emisoras de televisión en el Perú: Panamericana Televisión. Para el equipamiento técnico, Genaro obtuvo un crédito de la empresa transnacional Philips; para el respaldo financiero se asoció con don Isaac Lindley, dueño de Inca Kola. A través del magnate de la televisión cubana Goar Mestre, accedió al conocimiento de la producción técnica y a la asociación con la cadena de televisión estadounidense CBS. De esta manera, el 21 de julio de 1957, se inauguraron dos sociedades: Panamericana Televisión, S. A., que operaría la estación de televisión, y otra, Producciones Panamericana S. A., destinada a producir programas de televisión.
Fue clave en el desarrollo de la televisión peruana, introduciendo innovaciones como la primera antena de transmisión profesional y alianzas estratégicas con cadenas internacionales como la CBS.
Panamericana Televisión, S. A. estaba integrada por Genaro y Héctor Delgado Parker, la Empresa Difusora Radio-Televisión, S. A. (de la que era accionista Genaro Delgado Brandt), Isaac R. Lindley Stopphanie y su hijo Isaac Lindley Taboada. Mientras que Producciones Panamericana S. A. la integraron además Genaro, Héctor, el grupo empresarial de Goar Mestre, Manuel Ulloa Elías y la CBS. El Estado ya había concedido con anterioridad la frecuencia entre 210 y 216 MHz, Canal 13 en Lima, a la Empresa Radiodifusora Panamericana S. A., que luego cedió todos sus derechos a Panamericana Televisión S. A.
El 16 de octubre de 1959, se inauguró Panamericana Televisión OBXY-TV Canal 13, con un espectáculo musical en el que intervino la actriz española Carmen Sevilla.
En 1963, Genaro y Héctor Delgado Parker, asociados con Johnny E. Lindley, crearon la cadena radial Radio Programas del Perú (RPP) como una empresa del mismo grupo en la que Manuel, el más joven de los Delgado Parker, fue designado como gerente.
El 16 de octubre de 1965, Panamericana Televisión cambia de frecuencia, inaugurando para tal efecto un nuevo transmisor más potente y su respectiva antena convirtiéndose en OAY-4A Canal 5 (76-82 MHz) en Lima. Para este relanzamiento que coincidía con el sexto aniversario, se organizó una gala especial con la asistencia de Diane McBain, Gene Tierney, Barbara Bouchet, Kasey Rogers, Raúl Astor y Silvia Pinal, entre otros. Poco después, Panamericana forma una cadena nacional de cinco afiliadas y sesenta repetidoras de televisión en el interior del país.
Durante el gobierno de Juan Velasco Alvarado, su canal fue expropiado; sin embargo, fue nombrado gerente y presidente del directorio de Telecentro, la productora del Estado. Con el retorno de la democracia, Delgado Parker recuperó el canal y el Gobierno le otorgó a su Empresa Difusora Radio-Tele S. A. y Producciones Panamericana la concesión por veinte años para el establecimiento de un servicio público de telecomunicaciones por circuito cerrado (televisión por cable) en Lima y Callao.
En el año de 1989, tras varios años, la familia Delgado, a la cabeza de Genaro Delgado Parker, logra la licencia para transmitir televisión por cable vía suscripción. Telecable, S. A. conocido comercialmente como Telecable, primera operadora de cable en el país.
En 1991, su empresa Tele Móvil dio inicio al negocio de la comunicación celular y, en 1997, la firma estadounidense BellSouth adquirió la compañía, que ya se llamaba Tele 2000.
En 1997, Manuel Delgado Parker empezó a promover la venta de sus acciones en Delpark S. A. interesando a sus sobrinos, herederos de Héctor Delgado Parker, quien murió en el año 1995. Entonces apareció interesado en la adquisición del paquete accionario Ernesto Schutz Landázuri, consuegro de Manuel, quien adquirió la mayoría de acciones de Grupo Pantel, más no de Panamericana Televisión S. A.  A raíz de esta transacción, Parker pasó a ser socio minoritario del canal Panamericana.
El 23 de febrero de 2003, en plena crisis, Genaro Delgado Parker asume la administración judicial de Panamericana Televisión, donde pierde el primer lugar en audiencia, llegando a los últimos lugares y dejando de pagar a los trabajadores, proveedores y el propio Estado.
El 8 de junio de 2009, la administración de Panamericana Televisión pasó a manos de Ernesto Schütz Freundt, hijo de Ernesto Schütz Landázuri, quien se mantuvo prófugo en Suiza por haber recibido 10 millones de dólares de Vladimiro Montesinos para apoyar al Gobierno de Alberto Fujimori.
Delgado Parker decidió después incursionar en el rubro del internet de banda ancha con la empresa Emax (internet digital).
Genaro Delgado Parker, fue también protagonista del vladivideo 1667, donde le ofrecía la línea editorial del canal que el manejaba en ese momento a cambio de favores en el Poder Judicial. Tras ello, el 11 de agosto de 2010, el Poder Judicial ordenó una orden de detención en su contra por daños y perjuicios contra el Estado y contra Panamericana Televisión, la cual fue anulada por una sala superior tras mantenerse unos meses en la clandestinidad.
Vivió retirado del mundo de las telecomunicaciones en su residencia en el distrito de San Isidro, en la cual sus hijos intentaron recuperar la administración del canal. En sus últimos años administró G. D. Parker Inc., una empresa ubicada en la ciudad de Miami en Estados Unidos.
Falleció el 27 de mayo del 2017 a los 87 años.